# Trachymyrmex arizonensis
Trachymyrmex arizonensis (лат.) — вид муравьёв трибы грибководов Attini (род Trachymyrmex) из подсемейства мирмицины.

## Распространение
США (Аризона, Нью-Мексико, Техас) и Мексика (Чиуауа и Сонора). Встречается на высотах 1000–2000 м в горных пустынях Чиуауа и Сонора. 

## Описание
Мелкие муравьи красновато-коричневого цвета. Длина головы рабочих (HL) в пределах 0,88—1,20 мм (у маток — 1,19—1,38 мм), ширина головы рабочих (HW) — 0,88—1,28 мм (у маток — 1,19—1,38 мм). Скапус усиков длинный, у рабочих SI (соотношение длин скапуса и головы) = 103–113; у маток SI = 96–105. Усики состоят из 11 члеников, без явной булавы. Тело покрыто многочисленными бугорками (каждый с волоском) и шипиками. Живут в земляных гнёздах, под камнями и корнями растений. Характерны своим тесным симбиозом с грибами, выращиваемыми в муравейниках.
Вид муравьёв Strumigenys arizonica предположительно комменсал или симбионт, так как обнаружен только в гнездах Trachymyrmex arizonensis в Мадера-Каньоне в горах Санта-Рита на юго-западе США, они ловят коллембол в туннелях муравейника своего хозяина.
- Вид сверху
- Голова муравья